# 문경서중학교
문경서중학교(聞慶西中學校)는 대한민국 경상북도 문경시 문경읍 상리에 있는 공립 중학교이다.

## 학교 연혁
- 1949년 11월 17일 : 문경 공립 농림 중학교 6학급 인가
- 1949년 12월 1일 : 제1, 2학년 학생 모집
- 1949년 12월 15일 : 개교 및 입학식
- 1949년 12월 20일 : 초대 차석진 교장 취임
- 1951년 7월 18일 : 제1회 졸업식 거행
- 1951년 9월 1일 : 문경서중학교로 교명 변경
- 1970년 3월 5일 : 마성분교 개교 및 입학식
- 1981년 12월 27일 : 27학급 인가
- 1998년 9월 29일 : 학교급식소 완공
- 2003년 3월 15일 : 정구부 창단
- 2005년 10월 27일 : 주홀 디지털 도서관 개관
- 2007년 2월 14일 : 다목적교실 완공
- 2013년 4월 1일 : 교육부지정 자유학기제 정책 연구학교 지정 운영
- 2021년 9월 1일 : 제29대 교장 황희중 취임
- 2022년 4월 27일 : 다목적 강당 "주흘관" 개관
- 2024년 2월 8일 : 제74회 졸업식(졸업생 33명, 누계 14,361명)
- 2024년 3월 4일 : 신입생 입학(31명)

## 참고 자료
- 문경서중학교 - 한국교육학술정보원 학교알리미